# Leski (muzyk)
Leski, właśc. Paweł Leszoski (ur. 1981) – polski wykonawca tworzący muzykę z pogranicza dream popu i indie folku, wokalista, autor tekstów, kompozytor, gitarzysta. Jego pseudonim jest parafrazą nazwiska. 1 czerwca 2015 ukazała się płyta debiutancka Leskiego zatytułowana .splot, jednakże artysta dał się poznać już wcześniej samodzielnie wydaną epką Zaczyn w kwietniu 2014 roku, która zaowocowała kontraktem fonograficznym z Warner Music Poland. Leski był współproducentem muzycznym obu wydawnictw. Jesienią 2014 artysta odbył wspólną trasę koncertową z Edytą Bartosiewicz. W tym samym roku zagrał również kilka koncertów z amerykańską artystką sceny niezależnej Lemolo stanowiących część jej europejskiej trasy. Meagan określiła jego muzykę mianem „dream-folku”, czyli mieszaniny dwóch wymienionych wyżej gatunków.
22 października Leski odebrał nagrodę Mateusza Trójki w kategorii muzyka rozrywkowa – Debiut roku, a 17 stycznia 2016 roku zagrał koncert promujący album SPLOT w studio im. Agnieszki Osieckiej transmitowany na antenie Radiowej Trójki.

## Dyskografia
Albumy
| Tytuł            | Dane dot. albumu                                      |
| ---------------- | ----------------------------------------------------- |
| Splot            | - Data: 1 czerwca 2015 - Wydawca: Warner Music Poland |
| Miłość. Strona B | - Data: 1 czerwca 2018 - Wydawca: Warner Music Poland |
| Supersam         | Data: 11 czerwca 2021 Wydawca: Warner Music Poland    |
|                  |                                                       |

Minialbumy
| Tytuł  | Dane dot. albumu                                            |
| ------ | ----------------------------------------------------------- |
| Zaczyn | - Data: 20 października 2014 - Wydawca: Warner Music Poland |

Notowane utwory
| Tytuł                | Rok  | Pozycja na liście | Album            |
| Tytuł                | Rok  | LP3               | Album            |
| -------------------- | ---- | ----------------- | ---------------- |
| "Kosmonauta"         | 2015 | 41                | .splot           |
| "Ulotny"             | 2015 | 30                | .splot           |
| "Lubię takie gry"    | 2015 | 31                | .splot           |
| "Bliżej"             | 2015 | 35                | .splot           |
| "Skąd Ten Wir"       | 2018 | 36                | Miłość. Strona B |
| "Pocisk"             | 2018 | 48                | Miłość. Strona B |
| "Wszystko co kocham" | 2018 | 40                | Miłość. Strona B |

## Teledyski
| Tytuł          | Rok  | Reżyseria      | Album  | Źródło |
| -------------- | ---- | -------------- | ------ | ------ |
| "Lepiej wcale" | 2014 | Michał Braum   | Zaczyn | [ 9 ]  |
| "Ulotny"       | 2015 | Jędrzej Guzik  | Splot  | [ 10 ] |
| "Kosmonauta"   | 2015 | Zuza Krajewska | Splot  | [ 3 ]  |

## Nagrody i wyróżnienia
| Rok  | Kategoria                  | Tytułem | Nagroda                                         | Nota      | Źródło |
| ---- | -------------------------- | ------- | ----------------------------------------------- | --------- | ------ |
| 2015 | Muzyka rozrywkowa - debiut | Leski   | Nagroda Muzyczna Programu Trzeciego – „Mateusz” | Laur      | [ 11 ] |
| 2016 | Fonograficzny debiut roku  | Leski   | Fryderyki 2016                                  | Nominacja | [ 12 ] |